# Wrong Turn
Wrong Turn (Km. 666: Desvío al infierno en España, Camino hacia el terror en Hispanoamérica) es una película de horror estadounidense que se estrenó en 2003, dirigida por Rob Schmidt, y escrita por Alan B. McElroy. La película está protagonizada por Desmond Harrington, Eliza Dushku y Emmanuelle Chriqui. Fue grabada en Hamilton, Ontario, Canadá.

## Argumento
Dos estudiantes universitarios, Halley Smith (Yvonne Gaudry) y Rich Stoker (Joel Harris), están escalando un acantilado en un bosque de Virginia Occidental. Rich llega primero a la cima, mientras que Halley continúa escalando. Cuando Halley está terminando de ascender, ve la mano ensangrentada de Rich asomar desde la parte superior del acantilado, justo antes de que su cuerpo sea arrojado por el mismo. Alguien empieza a tirar de la cuerda de Halley, así que ella la corta y empieza a descender. Halley empieza una carrera hacia el auto, pero tropieza con un alambre de espino que es recogido por alguien, tras lo que le cortan la garganta.
Chris Flynn (Desmond Harrington), un estudiante de medicina, va de camino a una entrevista de trabajo atravesando las montañas de Virginia Occidental. En el trayecto, se ve obligado a cambiar la ruta debido a un derrame de sustancias químicas en la carretera. Al ver una gasolinera llena de coches abandonados, se detiene para preguntar cómo llegar a la ciudad. Le pregunta al anciano que está en la puerta (Maynard Odets) y al no obtener respuesta, coge uno de los mapas y vuelve a la carretera. Mientras conduce se percata de un letrero de desvío hacia una montaña cercana y, a pesar de que está sin pavimentar, toma la brecha. Mientras se distrae por el cadáver de un ciervo, Chris tiene un accidente con un Range Rover que estaba parado en medio de la carretera. La camioneta pertenece a un grupo de amigos que estaban realizando un viaje de senderismo: Jessie Burlingame (Eliza Dushku), Carly (Emmanuelle Chriqui), su novio Scott (Jeremy Sisto), y otra pareja, Evan y Francine (Kevin Zegers y Lindy Booth). Jessie encuentra un alambre atado de árbol a árbol que atraviesa la carretera con lo que determinan que ese es el causante de los pinchazos en las ruedas. Jessie, Carly, y Scott deciden ir a pedir ayuda. Chris se les une, mientras que Evan y Francine se quedan en los autos en la espera de que alguien pase y pueda ayudarles.
Mientras revisan las cosas de Chris, Evan escucha un ruido y se interna en el bosque para investigar. Después de un tiempo Francine cree que Evan se debe haber perdido, así que decide entrar en el bosque a buscarlo. Cuando Francine se adentra más en el bosque se encuentra con una zapatilla y una oreja cortada. Francine entra en estado de shock e intenta huir pero tropieza cuando una figura la envuelve con un alambre alrededor de su boca y la mata. Chris, Jessie, Carly y Scott sin saber nada de lo que estaba ocurriendo con sus amigos tratan de encontrar ayuda. Caminando por el bosque se encuentran con una cabaña aislada. Entran y descubren objetos diversos como llaves de coches, un arco con sus flechas y, para su sorpresa, el mismo alambre de espino que destruyó sus neumáticos, junto a partes de un cuerpo humano. Ante el horror tratan de escapar pero oyen que los dueños están volviendo y se ven obligados a esconderse. Scott y Carly se esconden en lo que parece una habitación llena de trastos. Chris y Jessie se ven obligados a esconderse debajo de una de las repugnantes camas. Tres caníbales, todos ellos desfigurados, trayendo con ellos el ford mustang de Chris y el Range rover; entran en la cabaña llevando con ellos el cadáver de Francine. Chris, Jessie, Carly y Scott en silencio, ven cómo su cuerpo es descuartizado y comido.
Cuando los caníbales se duermen, todos intentan escapar en silencio. Sin embargo, "Dientes de Sierra" (Gary Robbins) se despierta y alerta a los demás y estos comienzan a perseguirlos a través del bosque. El grupo huye a un descampado cercano donde hay muchos coches, llegando a la conclusión de que son los coches de las víctimas de los caníbales. Los caníbales llegan, esta vez armados con un arco y una escopeta. Chris intenta distraerlos pero es herido por un disparo en la pierna. Scott le salva haciendo de señuelo humano, lo que da tiempo a Jessie y Carly para robar la camioneta de los caníbales. Cuando las chicas abren la puerta de la camioneta, encuentran el cadáver de Evan dentro. Chris se mete en la camioneta, que es conducida por una estrecha senda tratando de encontrar a Scott. Carly ve a Scott en el bosque. Cuando este comienza a correr hacia la camioneta le disparan tres flechas en la espalda. Una flecha casi golpea a los demás, y estos salen con la camioneta a la carretera. Los caníbales recogen el cadáver de Scott y lo llevan de vuelta a la cabaña.
Chris, Jessie y Carly se encuentran en un callejón sin salida en la carretera y tienen que continuar a pie, tranquilizando antes a Carly. Acaban encontrando una antigua torre de vigilancia y comienzan a subir. Una vez arriba, encuentran una radio y la usan para pedir ayuda, pero no obtienen respuesta. Más tarde se ve a los caníbales, que están armados con antorchas, llegar al pie de la torre. La radio empieza a responder a la llamada de auxilio, alertando a los caníbales. Carly trata de dar una respuesta, pero se ve interrumpida cuando Tres Dedos (Julian Richings) trata de subirse a la torre de vigilancia. Trata de subir a través de una pared de la torre pero es detenido por Chris. Los caníbales, a continuación, prenden fuego a la torre. Chris, Carly y Jessie escapan saltando por la ventana a un árbol cercano. Comienzan a subir, pero Tres Dedos empieza a subir a un árbol cercano al de ellos. Chris y Jessie empiezan a subir más alto que Carly, quien tiene demasiado miedo para subir aún más alto. Chris y Jessie llegan al otro árbol, justo a tiempo para ver cómo Tres Dedos se coloca detrás de Carly y le rebana la cabeza por la mitad con un hacha, y el cuerpo de esta cae a través de los árboles. Ellos deciden vengarla, así que Tres Dedos es golpeado con una rama y se cae del árbol, dando a los dos últimos supervivientes una oportunidad para escapar. Escapan de los caníbales y se esconden en una cueva cercana a una cascada hasta la mañana siguiente. En ese ínterin, Jessie le cuenta a Chris cómo sus amigos organizaron el paseo para consolarla debido a que su novio rompió con ella, por lo cual se siente culpable por sus muertes.
Al intentar encontrar un camino seguro de los caníbales estos  los toman por sorpresa y Chris cae colina abajo, mientras que Jessie es capturada y llevada de vuelta a la cabaña. Chris sobrevive a la caída y se encuentra con un sheriff de policía, pero antes de llegar a convencerlo de lo que está sucediendo, el sheriff es asesinado con una flecha disparada desde el bosque. Chris intenta escapar con en el coche, pero no encuentra la llave, y Dientes de Sierra le dispara dos flechas más, así que decide esconderse debajo del coche mientras el caníbal conduce el coche de vuelta a la cabaña. Chris se agarra a la parte inferior del coche.
En la cabaña, Jessie es atada a una cama y amordazada con un cinturón. En el exterior, Dientes de Sierra llega con el coche de policía con Chris todavía escondido. Después de que el caníbal mete el cuerpo del sheriff, Chris baja de la parte inferior del coche. En el interior, se ve cómo Jessie está a punto de ser asesinada por "El Tuerto", cuando Chris provoca un incendio que distrae a los caníbales. Entonces la parte frontal de la cabaña es atravesada por Chris, que ahora conduce el coche. En el choque, uno de los caníbales, El Tuerto (Ted Clark), es atropellado.
Cuando Chris desata a Jessie, es atacado por Dientes de Sierra. Jessie le dispara una flecha a Dientes de Sierra en la parte posterior del cuello con su propio arco. Ella y Chris también luchan con Tres Dedos, golpeándole con un hacha. Chris y Jessie se dan cuenta de que los caníbales siguen vivos, y que es extremadamente difícil matarlos. Entonces salen a la calle, y Chris usando el único cartucho de escopeta que le queda, le dispara al depósito de gasolina de la camioneta, haciendo explotar la cabaña con los caníbales todavía en el interior. Chris y Jessie, conduciendo la camioneta de los caníbales vuelven a la gasolinera. Maynard, el anciano, se esconde dentro de la gasolinera al ver aparecer la camioneta, y desde dentro se sorprende enormemente al ver a Chris, quien cojeando sale de la camioneta, y arranca de la pared los mapas que llevan a la cabaña de los caníbales. Chris vuelve a la camioneta, mientras que Jessie conduce por la carretera y aparecen los créditos.
Los créditos son interrumpidos por una escena que muestra a un ayudante del sheriff investigar los restos de la cabaña destruida. Tres Dedos, que sobrevivió a la explosión, aparece detrás del ayudante. El ayudante se vuelve al ver una sombra que sostiene un hacha, tras girarse ve la cara de Tres Dedos y el ayudante grita. La escena se desvanece a negro mientras se oye una risa de loco, los créditos vuelven a aparecer con la canción "Wish I May" de Breaking Benjamin.

## Reparto
| Actor              | Personaje             |
| ------------------ | --------------------- |
| Desmond Harrington | Chris Flynn           |
| Eliza Dushku       | Jessie Burlingame     |
| Emmanuelle Chriqui | Carly Numan           |
| Jeremy Sisto       | Scott Korbee          |
| Lindy Booth        | Francine Childes      |
| Kevin Zegers       | Evan Ross             |
| Julian Richings    | Tres Dedos            |
| Gary Robbins       | Dientes de Sierra     |
| Ted Clark          | El Tuerto             |
| Yvonne Gaudry      | Halley Smith          |
| Joel Harris        | Richard "Rich" Stoker |
| Wayne Robson       | Maynard J. Odets      |
| David Huband       | Policía               |

## Recepción
Recibió críticas mixtas, con un 40% en Rotten Tomatoes. La película tiene una pobre puntuación de 32 en Metacritic.

## Secuelas
Wrong Turn fue seguida por Wrong Turn 2: Dead End, debido a su éxito comercial. La película fue titulada Dead Camp, cuando fue mostrada en la televisión de Corea del Sur. Wrong Turn 3: Left for Dead fue lanzada directamente a vídeo en octubre de 2009. En 2011 se estrenó Wrong Turn 4: Bloody Beginnings, la película fue estrenada directamente en DVD el 25 de octubre, y el 23 de octubre de 2012 fue estrenada directamente en DVD Wrong Turn 5: Bloodlines. Wrong Turn 6: Last Resort, fue lanzada el 21 de octubre de 2014. El tráiler salió a la luz el 6 de septiembre con una duración de 35 segundos. La película fue filtrada a internet, pero aun así llegó al número #1 en varios países dentro de su género.

### Reboot
Desde 2014 se anunció que ya se estaba trabjando en el guion de Wrong Turn 7 la cual posiblemente llevaría el título de The Final Chapter; sin embargo, la secuela no llegó a concretarse.
En octubre de 2018; se anunció que ya se estaba trabajando en una nueva película de Wrong Turn la cual probablemente será un reboot que podría llevar la saga de regreso a los cines. Días después se reveló que, en efecto, la nueva cinta de la saga será un reinicio, este será escrito por el guionista de la película de original Alan B. McElroy; McElroy dio algunos detalles de la nueva Wrong Turn, dijo que el film además de mostrarnos a un grupo de jóvenes siendo asesinados de forma sangrienta por caníbales, haría una "critica a la sociedad actual" aunque no reveló como lo hará. Mike P. Nelson será el encargado de dirigir la película.
En mayo de 2019 se anunció que la actriz Charlotte Vega se ha unido al elenco principal de la película. En ella, un grupo de jóvenes (incluida Vega) viajan a Virginia Occidental con la intención de tener unos días de descanso, pero en cambio se tendrán que enfrentar a un grupo de lugareños con tendencias caníbales que se hacen llamar "The Foundation", quienes viven entre las montañas, alejados de la sociedad desde antes de la guerra civil.